# Tambillo (Piura)
Tambillo es un caserío peruano ubicado en el distrito de El Carmen de la Frontera, perteneciente a la provincia de Huancabamba del departamento de Piura, al norte del Perú. 

## Ubicación
Tambillo se ubica al norte de la provincia de Huancabamba, en el distrito de El Carmen de la Frontera, en el departamento de Piura.

## Demografía
En 2017 Tambillo tenía una población de 131 habitantes.
| Gráfica de evolución demográfica de Tambillo entre 1993 y 2017 |
|                                                                |
| Fuentes: Población 1993 y 2017                                 |